# Telonemia
Telonemia, secondo la tassonomia classica denominata Telonemidae, è una famiglia di organismi unicellilari Eucarioti (Greissman, 1913) non classificabile in un determinato regno classico (Protista o Chromista), in quanto non possiede le caratteristiche né dell'uno né dell'altro regno. In precedenza erano classificati come protisti fino a quando quel regno non cadde in disuso e si ritiene che abbiano un importante ruolo evolutivo, come possibile forma di transizione tra organismi eterotrofi e fotosintetici (autotrofi), ecologicamente importanti come i cromalveolati.
Secondo una tassonomia filogenetica, Telonemia costituisce uno dei due regni (l'altro è SAR) del superregno TSAR (infragruppo HTSAR, sottogruppo AHTSAR, gruppo Diaphoretickes, supergruppo Eubikonta, sottodominio Bikonta, dominio Eukaryota). Dunque trattasi di microorganismi sicuramente con cellule biflagellate (Eubikonta) e capaci di fotosintesi (Diaphoretickes).
Un precedente paper li collocava nel regno SAR. Ultimamente, analisi recenti filogenomiche di 127 geni collocano la Telonemia con Centroheliozoa in un gruppo costituito anche da criptomonadi e aptofiti.
Sebbene siano stati studiati principalmente in ambienti marini, sono stati trovati organismi anche in acqua dolce.
Shalchian-Tabrizi et al. affermano che le sequenze di rDNA 18S nel phylum formavano due gruppi principali, il Gruppo 1 e 2, inclusi rispettivamente nelle specie Telonema subtilis e Telonema antarcticum, e che questi gruppi stessi erano ulteriormente suddivisi in diversi cladi di sequenze statisticamente supportate, caratterizzati ciascuno di essi da una limitata distribuzione geografica.
Le specie di telonemia sono predatori eterotrofi, che si nutrono di un'ampia gamma di batteri e nanoplancton di dimensioni da pm a nm. Nessun cloroplasto è stato mai osservato in nessuna delle specie studiate, dunque si deduce che tali microorganismi non hanno alcuna capacità di operare fotosintesi clorofilliana. Non si escludono comunque altre capacità autotrofe.
Utilizzando specifici primer PCR, essi hanno rivelato una diversità molto più ampia di telonemia da campioni ambientali rispetto a quanto precedentemente scoperto dai primer eucariotici. Sono distribuiti a livello globale nelle acque marine e si trovano frequentemente nelle sequenze di cloni ambientali. L'origine evolutiva della telonemia è stata dedotta dalla ricostruzione filogenetica di sequenze singole e concatenate ottenute sia da ceppi coltivati sia da cloni ambientali.
Pawlowski lo identifica come un regno. È considerato un regno fratello del regno SAR.